# Botrylloides israeliense
Botrylloides israeliense is een zakpijpensoort uit de familie van de Styelidae. De wetenschappelijke naam van de soort is voor het eerst geldig gepubliceerd in 2009 door Brunetti.